# Islands (canción de The xx)
«Islands» es una canción de la banda inglesa de indie pop The xx, incluida en su álbum debut homónimo. Compuesta por los miembros del grupo Jamie Smith, Oliver Sim, Romy Madley Croft y la entonces integrante Baria Qureshi, la pieza destaca por su sonido minimalista y atmosférico, característico del indie pop, con influencias notables de la música house. La instrumentación combina guitarras sutiles y líneas de sintetizador, creando una base sonora oscura y envolvente. En la canción, Croft y Sim —quienes se encargan de las voces— exploran temas como la lealtad y el amor, con letras introspectivas que reflejan la esencia lírica del grupo. Originalmente lanzada como tercer sencillo del álbum el 26 de octubre de 2009 por el sello Young Turks, estuvo disponible en formatos de 7 pulgadas y descarga digital. Posteriormente, en marzo de 2010, se relanzó en una edición especial de 12 pulgadas.
Recibió elogios por su melodía y por las interpretaciones vocales de Croft y Sim. NME la incluyó en el puesto 28 de su lista «150 Best Tracks of the Past 15 Years». La canción se convirtió en el sencillo con mayor posición en las listas del Reino Unido para la banda, al alcanzar el puesto 34 en el UK Singles Chart y el número tres en la UK Indie Chart. El videoclip, dirigido por Saam Farahmand, consiste en múltiples planos secuencia que muestran a seis bailarines ejecutando una coreografía alrededor de los integrantes del grupo. Cada toma presenta ligeras variaciones en las expresiones, gestos y movimientos tanto de los bailarines como de los músicos. La crítica destacó el concepto del video y consideró que reflejaba adecuadamente el estilo musical del grupo. Interpretaron la canción en vivo durante el iTunes Festival de 2010 y la incluyeron en los repertorios de sus giras de 2010 y 2013.
La cantautora colombiana Shakira grabó una versión de «Islands» para su noveno álbum de estudio Sale el Sol (2010). Su interpretación mantuvo la instrumentación básica del original, pero incorporó un tempo más acelerado y un mayor énfasis en elementos de música house. Shakira incluyó este cover en su presentación en el Glastonbury Festival de 2010, celebrado en Pilton (Somerset, Reino Unido).

## Antecedentes y composición
«Islands» fue compuesta por los integrantes de The xx Jamie Smith, Oliver Sim, Romy Madley Croft y la entonces miembro Baria Qureshi para el álbum debut homónimo del grupo, publicado en 2009. Según la partitura disponible en Musicnotes.com publicada por Universal Music Publishing Group, la canción está escrita en la tonalidad de do sostenido menor y tiene un tempo de 124 pulsaciones por minuto. Sim y Croft interpretan las voces del tema, que abarcan un rango de G#3 a E4. Fiel al estilo característico del grupo, posee un tono oscuro y «nocturno», acompañado por un ritmo «simple y efectivo». La instrumentación incluye guitarras que «giran como parejas en la pista de baile» en segundo plano y sintetizadores que «actúan como una sombra musical». Lou Thomas, de BBC Music, observó que incorpora ritmos propios del house y una melodía similar a la de «I Won’t Back Down», de Tom Petty. En cuanto a la letra, se trata de una «canción de amor psicogeográfica» centrada en el tema de la lealtad, evidente en versos como «I am yours now, so I don’t ever have to leave». Las voces del dúo fueron descritas como un diálogo «chico-chica», donde Croft adopta un estilo vocal de «agradable pop suave» y Sim interrumpe momentáneamente los versos con «cuatro golpecitos breves». El estribillo, «I am yours now», considerado «típicamente sentido y de intimidad acogedora», se repite a lo largo de la canción. El medio británico Muso’s Guide lo describió como «lo más cercano a un gancho que The xx ha producido».
La canción se lanzó como el tercer sencillo de xx el 26 de octubre de 2009 a través de Young Turks, en formato de sencillo de 7 pulgadas y descarga digital. Como lado B incluyeron la pista minimalista y «sensual» «Do You Mind?», caracterizada por una percusión inusualmente atrevida. El 15 de marzo de 2010, Young Turks publicó una edición en vinilo de 12 pulgadas con varios remixes de «Islands».

## Recepción

### Comercial
En el Reino Unido, alcanzó el puesto 34 en la lista de sencillos, siendo hasta la fecha el sencillo de mayor éxito comercial del grupo en la región. Permaneció dentro del top 40 durante un total de ocho semanas. Tuvo un mayor desempeño en la lista de música independiente del Reino Unido, donde llegó al número tres. También alcanzó la posición 16 en la lista Ultratop de la región neerlandófona de Flandes, en Bélgica, y permaneció allí durante dos semanas.

#### Listas
| País        | Ranking               | Posición | Ref.   |
| ----------- | --------------------- | -------- | ------ |
| Bélgica     | Ultratop 50 (Flandes) | 16       | [ 13 ] |
| Francia     | SNEP                  | 90       | [ 14 ] |
| Reino Unido | OCC UK Singles        | 34       | [ 15 ] |
| Reino Unido | OCC UK Indie          | 3        | [ 16 ] |

| País          | Organismo certificador | Certificación | Ventas  | Ref.   |
| ------------- | ---------------------- | ------------- | ------- | ------ |
| Canadá        | Music Canada           | Oro           | 40 000  | [ 17 ] |
| Nueva Zelanda | RMNZ                   | Oro           | 15 000  | [ 18 ] |
| Reino Unido   | BPI                    | Oro           | 400 000 | [ 19 ] |

### Crítica
«Islands» recibió elogios de la crítica especializada. BBC Music la calificó como una «canción de indie pop de primer nivel». Lou Thomas, crítico del sitio, señaló un «sentido de triunfo silencioso» en lo que consideró una referencia musical a «I Won’t Back Down» de Tom Petty en la melodía de la canción, «a pesar de la incongruencia». Muso's Guide aprobó su lanzamiento como sencillo y elogió las interpretaciones vocales de Croft y Sim, afirmando que «ofrecen una introducción excelente a lo que representa la banda». Destacaron particularmente el estribillo «I am yours now», al que describieron como una línea «típicamente sentida y de intimidad acogedora que convierte a The xx en la banda alternativa ideal para los enamorados». Emily Mackay, de NME, calificó la canción como «hermosa» y la consideró «la banda sonora perfecta para deambular sin rumbo por las lluviosas calles de Londres». Andrew Gaerig, de Pitchfork, la eligió como uno de los puntos destacados del álbum y elogió las voces de Croft y la participación de Sim. En 2011, NME posicionó a «Islands» en el número 28 de su lista de las «150 mejores canciones de los últimos 15 años», y la consideró «el mejor momento de la banda hasta ahora».

## Vídeo musical

### Desarrollo y sinopsis
Saam Farahmand dirigió el vídeo musical que acompaña al tema, quien ya había colaborado con artistas como Simian Mobile Disco y Klaxons. Se estrenó en MTV el 21 de abril de 2010. Compuesto por una serie de planos secuencia, el vídeo muestra a Croft, Sim y Smith sentados «apatídicamente» en un sofá, mientras seis bailarines realizan una coreografía detrás de ellos. En cada toma, los bailarines repiten la misma rutina, aunque con ligeros cambios en sus expresiones, gestos y movimientos. De manera similar, los integrantes del grupo modifican repetidamente sus posturas y expresiones faciales «con diferentes niveles de intensidad». Hacia el final del vídeo, el patrón empieza a romperse y «los hábitos cómodos se descomponen o se rompen» a medida que los bailarines y los músicos se marchan uno por uno. El fondo, compuesto por varias letras «X» pequeñas, también se incendia.

### Recepción
El vídeo recibió críticas positivas. Katie Hasty, de HitFix, elogió la coreografía, calificándola de «impactante», y describió el vídeo como «elegante, contenido y al borde de lo claustrofóbico». Destacó la dirección de Farahmand por su enfoque arriesgado y comentó que las tomas de seguimiento se sentían como «una inhalación y exhalación en cada nueva repetición». También consideró que el vídeo representaba bien el estilo del grupo, al que describió como «sombrío e hipnótico, justo como la banda, el equivalente sonoro de una película mumblecore». En su opinión, el desenlace del vídeo mostraba «cómo se desvanece el amor». Chris Ryan, de MTV, también percibió una similitud entre el vídeo y el estilo musical de The xx, y señaló que los cambios sutiles en el patrón «sugieren una inquietud latente, al igual que el sonido pulido y sutilmente amenazante del grupo». Añadió que, aunque «a menudo es difícil imaginar qué imágenes pueden acompañar bien» a las canciones de The xx, el vídeo de «Islands» «supera cualquier cosa que hubiéramos podido imaginar».

## Interpretaciones en vivo y uso en medios
El 2 de octubre de 2009, The xx interpretó «Islands» en vivo en el programa británico Later... with Jools Holland, junto con «Night Time». La canción formó parte del repertorio de su gira de 2010 y también fue interpretada en el iTunes Festival celebrado en The Roundhouse de Londres ese mismo año; posteriormente, la banda lanzó un EP digital con dicha presentación. En la gira de 2013, también incluyeron «Islands» en la lista de canciones, esta vez con una versión más orientada al rock.
«Islands» sonó durante el monólogo de cierre del decimocuarto episodio de la sexta temporada del drama médico estadounidense Grey's Anatomy, titulado «Valentine's Day Massacre». Asimismo, formó parte de la banda sonora del décimo episodio de la segunda temporada de la serie de comedia dramática Parenthood, titulado «Happy Thanksgiving».

## Formatos y lista de canciones
| - Sencillo de siete pulgadas 1. «Islands» – 2:44 2. «Do You Mind?» – 3:37 - Descarga digital 1. «Islands» – 2:44 2. «Do You Mind?» – 3:37 - Sencillo de doce pulgadas 1. «Islands» (Untold remix) – 4:52 2. «Islands» (The Blue Nile remix) – 2:28 3. «Islands» (Nosaj Thing remix) – 2:25 4. «Islands» (Delorean remix) – 4:40 | - EP digital 1. «Do You Mind?» – 3:37 2. «Islands» (Untold remix) – 5:17 3. «Islands» (The Blue Nile remix) – 2:42 4. «Islands» (Nosaj Thing remix) – 2:36 5. «Islands» (Delorean remix) – 5:05 6. «Islands» (Falty DL remix) – 3:40 |

## Versión de Shakira
La cantautora colombiana Shakira grabó una versión de «Islands» para su noveno álbum de estudio, Sale el Sol, lanzado el 19 de octubre de 2010. Aunque inicialmente se especuló que el título del tema sería «Explore», finalmente apareció en la lista oficial de canciones con su nombre original. En comparación con la versión original de The xx, la interpretación de Shakira mantiene una instrumentación en gran medida similar y «bastante fiel», pero con un tempo más rápido, una voz que suena «esperanzadora» y elementos de «pseudo-house». Antes de grabar la canción, Romy Madley Croft conoció brevemente a Shakira en los estudios de la BBC en Londres. Según relató, la cantante colombiana se le acercó de forma amable y espontánea, lo que la sorprendió gratamente. Más adelante, se enteró de que Shakira era fan de bandas como The Cure.
La versión de Shakira recibió críticas mayoritariamente favorables. Stephen Thomas Erlewine, de AllMusic, la destacó como uno de los puntos altos del álbum, y comentó que la cantante «encuentra calidez en el art pop de The xx, cuyo "Islands" brilla como un pico resplandeciente aquí». Mikael Wood, de Entertainment Weekly, opinó que Shakira «descubre el corazón palpitante dentro del electro-goth contenido de la banda». Becky Bain, de Idolator, calificó la versión como «más luminosa que la original» y la consideró «brillantemente contenida», elogiando la reinterpretación general del tema. En 2011, Stereogum la incluyó en su lista de «Las 10 mejores versiones de canciones de The xx». La versión de Shakira apareció en la lista Latin Digital Songs de Billboard, donde alcanzó el puesto 39 durante una semana.
En junio de 2010, Shakira interpretó la canción en vivo en el Festival de Glastonbury, celebrado en Pilton, Somerset. Alex Needham, de The Guardian, describió la presentación como «una versión seductora» que representaba «un guiño a los chicos indie». Por su parte, Maria Schurr, de PopMatters, consideró que la versión en directo fue «menos íntima que la original», pero logró «resaltar las tremendas cualidades pop que se esconden bajo los susurros de Romy Madley Croft y Oliver Sim». Concluyó diciendo que «por muy buenos que sean The xx, probablemente sea seguro afirmar que Shakira sabe moverse mejor en la pista».